# Чжан Гуанчжи
Чжан Гуанчжи́ (англ. Kwang-chih Chang, кит. трад. 張光直, пиньинь Zhāng Guāngzhí) — американский учёный китайско-тайваньского происхождения, археолог, китаевед, преподаватель и переводчик. Профессор Гарвардского университета, куратор Музея археологии и этнологии Пибоди, вице-президент (1994—1996) Академии Синика на Тайване, член Национальной академии наук США (1979).
Чжан Гуанчжи привнёс современные западные методы археологии в изучение истории Древнего Китая, а также познакомил западную аудиторию с новыми открытиями в области китайской археологии, переведя ряд трудов с китайского на английский язык. Был пионером в изучении археологии Тайваня, поощрял междисциплинарные антропологические археологические исследования и призывал археологов рассматривать восточноазиатскую праисторию — Китая, Кореи и Японии — как единое целое.

## Ранние годы
Дед Чжана Гуанчжи по отцовской линии был фермером на Тайване когда тот находился в составе Японской империи. Отец, Чжан Воцзюнь, в 1921 году переехал на учёбу в Пекин, где впоследствии встретил Ло Синьсян и женился на ней в 1925 году. Чжан Воцзюнь был профессором японского языка и литературы в Пекинском университете, а также приобрёл известность как один из ведущих литературных деятелей. Гуанчжи родился в Пекине 15 апреля 1931 года и стал вторым из четырёх детей в семье Чжанов.
Чжан Гуанчжи начал своё обучение в Пекине, однако после окончания Второй мировой войны вместе с семьёй вернулся на отошедший Китаю Тайвань.